# Adrián Guerra
Adrián Guerra (Las Palmas de Gran Canària, abril de 1984) és un productor de cinema espanyol. És conegut sobretot per les seves col·laboracions amb Rodrigo Cortés. Actualment es troba a la seva productora "Nostromo". També està liderant un projecte per desenvolupar l'estudi de cinema virtual més gran d'Espanya, que s'anomenarà "Orca Studios".

## Filmografia
- Maquillando: Los cronocrímenes, (2008, curt)
- Cómo se hizo: Los cronocrímenes, (2008, curt)
- Buried (Enterrat), (2010)
- Guest, (2010)
- Emergo, (2012)
- Llums vermells, (2012)
- Grand Piano, (2013)
- Caça a l'assassí, (2015)
- Cómo sobrevivir a una despedida, (2015)
- Palmeras en la nieve, (2015)
- Penny Dreadful, (2016, TV, 6 episodis)
- Contratemps, (2016)
- Inside, (2016)
- El guardián invisible, (2017)
- The Titan, (2018, executiu)
- Down a Dark Hall, (2018)
- Life Itself, (2018, executiu)
- Paradise Hills, (2019)
- The Kill Team, (2019)
- Wasp Network, (2019, executiu)
- Legado en los huesos, (2019)
- Hogar, (2020)
- Ofrenda a la tormenta, (2020)
- Los favoritos de Midas, (2020, TV, executiu)
- Les línies tortes de Déu (2022)
- La espera (2023)
- Escape (2024)
- Apocalipsis Z: El principio del fin (2024)
- Mamen Mayo (2024, 8 episodis)